# Ludington (Michigan)
Ludington è un comune degli Stati Uniti d'America, situato nello Stato del Michigan, nella contea di Mason, della quale è anche il capoluogo. La città si trova sulla riva orientale del Lago Michigan.